# خليل رونتري جونير
خليل رونتري جونير (بالإنجليزية: Khalil Ibn Rountree Jr.؛ مواليد 26 فبراير 1990) هو مُقاتل فنون قتالية مختلطة أمريكي، يُنافس حالياً في فئة وزن خفيف الثقيل في يو إف سي. اعتبارًا من 24 يونيو 2025، يحتل المركز 4 في تصنيفات يو إف سي لوزن خفيف الثقيل.

## الخلفية
وُلِد رونتري في لوس أنجلوس، كاليفورنيا. عندما كان يبلغ من العمر عامين، قُتل والده بالرصاص في محاولة سرقة أثناء عمله كمدير جولة لبويز II مين. بعد عام واحد من التدريب في فنون القتال المختلطة، بدأ رونتري مسيرته المهنية للهواة في فنون القتال المختلطة في عام 2011. قبل قتاله في بطولة يو إف سي 236 ضد إريك أندرس، تدرب رونتري في تايلاند، مع التركيز على موياي تاي.

## المسيرة في فنون القتال المختلطة

### يو إف سي
واجه رونتري أليكس بيريرا على لقب بطولة يو إف سي لوزن خفيف الثقيل في 5 أكتوبر 2024 في حدث يو إف سي 307. خسر القتال بالضربة الفنية القاضية في الجولة الرابعة. نال هذا القتال مكافأة قتال الليلة الأولى له.

## البطولات والإنجازات
- يو إف سي
  - أداء الليلة (أربع مرات) ضد جوكهان ساكي، كارل روبرسون، كريس دوكوس وأنتوني سميث[12][13][14][15]
  - ثالث أكثر عدد من الضربات القاضية في تاريخ فئة وزن خفيف الثقيل في يو إف سي (7)[16]
  - أكثر أكبر عدد الضربات التي تسقط الخصم في تاريخ فئة وزن خفيف الثقيل في يو إف سي (4)[16]
  - أكثر عدد إسقاطات للخصم بالضربات في نزال في تاريخ فئة وزن خفيف الثقيل في يو إف سي (4) (ضد إريك أندرس)[17]

## سجل فنون القتال المختلطة
| السجل المهني |        |         |
| 21 نزال      | 14 فوز | 6 خسارة |
| ضربة قاضية   | 9      | 3       |
| إخضاع        | 0      | 1       |
| قرار القضاة  | 5      | 2       |
| بدون قرار    | 1      | 1       |

| النتيجة | السجل    | الخصم              | الطريقة                                | الحدث                                            | التاريخ        | الجولة | الوقت | المكان                                        | الملاحظات                                                                                                 |
| ------- | -------- | ------------------ | -------------------------------------- | ------------------------------------------------ | -------------- | ------ | ----- | --------------------------------------------- | --- |
| فاز     | 14–6 (1) | جمال هيل           | قرار القضاة (بالإجماع)                 | يو إف سي على إيه بي سي: هيل ضد رونتري جونير      | 21 يونيو 2025  | 5      | 5:00  | باكو، أذربيجان                                | |
| خسر     | 13–6 (1) | أليكس بيريرا       | ضربة فنية قاضية (باللكمات)             | يو إف سي 307                                     | 5 أكتوبر 2024  | 4      | 4:32  | سولت ليك، يوتا، الولايات المتحدة              | على لقب بطولة يو إف سي لوزن خفيف الثقيل. قتال الليلة.                                                     |
| فاز     | 13–5 (1) | أنتوني سميث        | ضربة فنية قاضية (باللكمات)             | يو إف سي ليلة القتال: سونغ ضد جوتيريز            | 9 ديسمبر 2023  | 3      | 0:56  | لاس فيغاس، نيفادا، الولايات المتحدة           | أداء الليلة.                                                                                              |
| فاز     | 12–5 (1) | كريس دوكوس         | ضربة فنية قاضية (باللكمات)             | يو إف سي على إي إس بي إن: لوكي ضد دوس أنجوس      | 12 أغسطس 2023  | 1      | 2:40  | لاس فيغاس، نيفادا، الولايات المتحدة           | أداء الليلة.                                                                                              |
| فاز     | 11–5 (1) | داستين جاكوبي      | قرار الحكام (بالانقسام)                | يو إف سي ليلة القتال: كتار ضد ألين               | 29 أكتوبر 2022 | 3      | 5:00  | لاس فيغاس، نيفادا، الولايات المتحدة           | |
| فاز     | 10–5 (1) | كارل روبرسون       | ضربة فنية قاضية (ركلات للجسم واللكمات) | يو إف سي ليلة القتال: سانتوس ضد أنكالايف         | 12 مارس 2022   | 2      | 0:25  | لاس فيغاس، نيفادا، الولايات المتحدة           | أداء الليلة.                                                                                              |
| فاز     | 9–5 (1)  | موديستاس بوكاوسكاس | ضربة فنية قاضية (ركلة الساق)           | يو إف سي ليلة القتال: برونسون ضد تيل             | 4 سبتمبر 2021  | 2      | 2:30  | لاس فيغاس، نيفادا، الولايات المتحدة           | |
| خسر     | 8–5 (1)  | مارسين براشنيو     | قرار الحكام (بالإجماع)                 | يو إف سي 257                                     | 24 يناير 2021  | 3      | 5:00  | أبو ظبي، الإمارات العربية المتحدة             | |
| خسر     | 8–4 (1)  | أيون كوتيلابا      | ضربة فنية قاضية (بالمرفقين)            | يو إف سي ليلة القتال: هيرمانسون ضد كانونير       | 28 سبتمبر 2019 | 1      | 2:35  | كوبنهاغن، الدنمارك                            | |
| فاز     | 8–3 (1)  | إريك أندرس         | قرار الحكام (بالإجماع)                 | يو إف سي 236                                     | 13 أبريل 2019  | 3      | 5:00  | أتلانتا، جورجيا، الولايات المتحدة             | |
| خسر     | 7–3 (1)  | جوني ووكر          | ضربة قاضية (بالمرفق)                   | يو إف سي ليلة القتال: ماغني ضد بونزينيبيو        | 17 نوفمبر 2018 | 1      | 1:57  | بوينس آيرس، الأرجنتين                         | |
| فاز     | 7–2 (1)  | جوكهان ساكي        | ضربة فنية قاضية (باللكمات)             | يو إف سي 226                                     | 7 يوليو 2018   | 1      | 1:36  | لاس فيغاس، نيفادا، الولايات المتحدة           | أداء الليلة.                                                                                              |
| ب.ف     | 6–2 (1)  | ميشال أوليكسيجوك   | بدون فائز (انقلبت)                     | يو إف سي 219                                     | 30 ديسمبر 2017 | 3      | 5:00  | لاس فيغاس، نيفادا، الولايات المتحدة           | في البداية كان الفوز بقرار الحكام بالإجماع لأوليكسيجوك؛ ولكن تم إلغاؤه بعد أن ثبتت إصابته بدواء كلوميفين. |
| فاز     | 6–2      | باول كرايغ         | ضربة قاضية (باللكمات)                  | يو إف سي ليلة القتال: نيلسون ضد بونزينيبيو       | 16 يوليو 2017  | 1      | 4:56  | غلاسكو، إسكتلندا                              | |
| فاز     | 5–2      | دانييل جولي        | ضربة قاضية (بركبة)                     | يو إف سي ليلة القتال: بيرموديز ضد الزومبي الكوري | 4 فبراير 2017  | 1      | 0:52  | هيوستن، تكساس، الولايات المتحدة               | |
| خسر     | 4–2      | تيسون بيدرو        | إخضاع (خنق خلفي عاري)                  | يو إف سي ليلة القتال: ويتيكر ضد برونسون          | 27 نوفمبر 2016 | 1      | 4:07  | ملبورن، أستراليا                              | |
| خسر     | 4–1      | أندرو سانشيز       | قرار الحكام (بالإجماع)                 | المقاتل النهائي: نهائي فريق جوانا ضد فريق كلوديا | 8 يوليو 2016   | 3      | 5:00  | لاس فيغاس، نيفادا، الولايات المتحدة           | العودة إلى وزن خفيف الثقيل. نهائي المقاتل النهائي 23 لوزن خفيف الثقيل.                                    |
| فاز     | 4–0      | جوستين بوليندي     | ضربة قاضية (بلكمة)                     | آر إف إيه 33                                     | 11 ديسمبر 2015 | 1      | 1:42  | كوستا ميسا، كاليفورنيا، الولايات المتحدة      | |
| فاز     | 3–0      | كاميرون أولسون     | قرار الحكام (بالإجماع)                 | آر إف إيه 25                                     | 10 أبريل 2015  | 3      | 5:00  | سيوكس فولز، داكوتا الجنوبية، الولايات المتحدة | الظهور الأول في الوزن المتوسط.                                                                            |
| فاز     | 2–0      | بليك تروب          | ضربة قاضية (بلكمة)                     | آر إف إيه 21                                     | 5 ديسمبر 2014  | 1      | 0:39  | كوستا ميسا، كاليفورنيا، الولايات المتحدة      | نزال وزن غير محدد (190 رطل).                                                                              |
| فاز     | 1–0      | ليفينغستون لوكوف   | قرار الحكام (بالإجماع)                 | آر إف إيه 15                                     | 6 يونيو 2014   | 3      | 5:00  | كولفر سيتي، كاليفورنيا، الولايات المتحدة      | الظهور الأول في وزن خفيف الثقيل.                                                                          |

| السجل الاستعراضي |       |         |
| 3 نزال           | 2 فوز | 1 خسارة |
| بالضربة القاضية  | 2     | 0       |
| بالإخضاع         | 0     | 1       |

| النتيجة | السجل | الخصم         | الطريقة                                   | الحدث                                            | التاريخ                    | الجولة | الوقت | المكان                              | الملاحظات                             |
| ------- | ----- | ------------- | ----------------------------------------- | ------------------------------------------------ | -------------------------- | ------ | ----- | ----------------------------------- | ------------------------------------- |
| فاز     | 2–1   | جوش ستانسبيري | ضربة فنية قاضية (باللكمات)                | المقاتل النهائي: نهائي فريق جوانا ضد فريق كلوديا | 6 يوليو 2016 (تاريخ البث)  | 1      | 4:15  | لاس فيغاس، نيفادا، الولايات المتحدة | نصف النهائي نهائي المقاتل النهائي 23  |
| خسر     | 1–1   | كوري هندريكس  | إخضاع (خنق خلفي عاري)                     | المقاتل النهائي: نهائي فريق جوانا ضد فريق كلوديا | 27 أبريل 2016 (تاريخ البث) | 1      | 2:34  | لاس فيغاس، نيفادا، الولايات المتحدة | ربع النهائي نهائي المقاتل النهائي 23  |
| فاز     | 1–0   | محمد دريس     | ضربة فنية قاضية (اللكمات وركلات في الجسم) | المقاتل النهائي: نهائي فريق جوانا ضد فريق كلوديا | يوليو 2016 (تاريخ البث)    | 2      | 0:38  | لاس فيغاس، نيفادا، الولايات المتحدة | جولة الإقصاء نهائي المقاتل النهائي 23 |

| سجل الهواة  |       |       |
| 6 نزال      | 6 فاز | 0 خسر |
| ضربة قاضية  | 4     | 0     |
| إخضاع       | 1     | 0     |
| قرار القضاة | 1     | 0     |

| النتيجة | السجل | الخصم          | الطريقة                            | الحدث                                             | التاريخ        | الجولة | الوقت | المكان                              | الملاحظات                                   |
| ------- | ----- | -------------- | ---------------------------------- | ------------------------------------------------- | -------------- | ------ | ----- | ----------------------------------- | ------------------------------------------- |
| فاز     | 6–0   | ديلان جارلينج  | ضربة قاضية (بلكمة)                 | توف-إن-أوف: نجوم المستقبل في فنون القتال المختلطة | 5 يوليو 2013   | 1      | 1:47  | لاس فيغاس، نيفادا، الولايات المتحدة | فاز ببطولة توف-إن-أوف للوزن المتوسط للهواة. |
| فاز     | 5–0   | لي كوردوفا     | إخضاع (خنق المقصلة)                | توف-إن-أوف: فيستيبراول 6                          | 26 مايو 2013   | 1      | 0:49  | لاس فيغاس، نيفادا، الولايات المتحدة |                                             |
| فاز     | 4–0   | برنتيس ويليامز | قرار الحكام (بالإجماع)             | توف-إن-أوف: القضاء على السرطان 2                  | 11 أكتوبر 2012 | 3      | 3:00  | لاس فيغاس، نيفادا، الولايات المتحدة |                                             |
| فاز     | 3–0   | جيوفاني زافالا | ضربة فنية قاضية (بالركبة واللكمات) | توف-إن-أوف: الجميلات والوحوش                      | 27 يناير 2012  | 1      | 0:30  | لاس فيغاس، نيفادا، الولايات المتحدة |                                             |
| فاز     | 2–0   | نيلز بيرلمان   | ضربة قاضية (بلكمة)                 | كيه أو تي سي: أساطير المستقبل 2                   | 4 يونيو 2011   | 1      | 0:16  | لاس فيغاس، نيفادا، الولايات المتحدة |                                             |
| فاز     | 1–0   | ترافيس جيلمير  | ضربة فنية قاضية (باللكمات)         | توف-إن-أوف: نجوم المستقبل في فنون القتال المختلطة | 12 مارس 2011   | 1      | 0:21  | لاس فيغاس، نيفادا، الولايات المتحدة |                                             |

## وصلات خارجية
- خليل رونتري جونير على موقع IMDb (الإنجليزية)
- خليل رونتري جونير على موقع قاعدة بيانات الفيلم (الإنجليزية)
- خليل رونتري جونير على موقع يو إف سي (الإنجليزية)
- خليل رونتري جونير على موقع شيردوغ (الإنجليزية)
- خليل رونتري جونير على موقع Tapology.com (الإنجليزية)